# Id (Unix)
En software, id es un programa de los sistemas operativos Unix-like que muestra por pantalla el identificador del usuario que ejecuta el programa, el identificador de su grupo, así como todos los grupos a los cuales pertenece este usuario; un ejemplo de este comando id ejecutado por el usuario guillermo podría ser así:
```
guillermo@guillermo:~$
 
id

uid
=
1000
(
guillermo
)
 
gid
=
1000
(
guillermo
)
 
grupos
=
1000
(
guillermo
)
,4
(
adm
)
,6
(
disk
)
,20
(
dialout
)
,24
(
cdrom
)
,

46
(
plugdev
)
,112
(
lpadmin
)
,120
(
admin
)
,122
(
sambashare
)
,1001
(
moodle
)

```

La cuenta de root tiene el identificador de usuario 0 (cero):
```
root@guillermo:~#
 
id

uid
=
0
(
root
)
 
gid
=
0
(
root
)
 
grupos
=
0
(
root
)

```

El comando id viene a reemplazar al obsoleto whoami que muestra en el terminal el nombre del usuario:
```
guillermo@guillermo:~$
 
whoami
guillermo
guillermo@guillermo:~$
 
id
 
-un
 
#donde `-u` viene de `--user` (usuario) y `-n` de `--name` (nombre)

guillermo

```